# Tuberaceae
Tuberaceae (Barthélemy Charles Joseph Dumortier, 1822) este o familie de ciuperci mai mică, dar răspândită în toată lumea, din încrengătura Ascomycota în subdivizia Pezizomycotina clasa Pezizomycetes și ordinul Pezizales care coabitează cu rădăcinile de arbori, formând micorize. În momentul de față conține șase genuri, între ele și cel al trufelor veritabile. Tipul de gen este Tuber.

## Istoric
Această familie de ciuperci a fost determinată de savantul belgian Barthélemy Charles Joseph Dumortier în lucrarea sa Commentationes botanicae – Observations botaniques din 1822, denumire valabilă până în prezent (2019). Alte încercări de modificare nu au fost făcute.

## Descriere

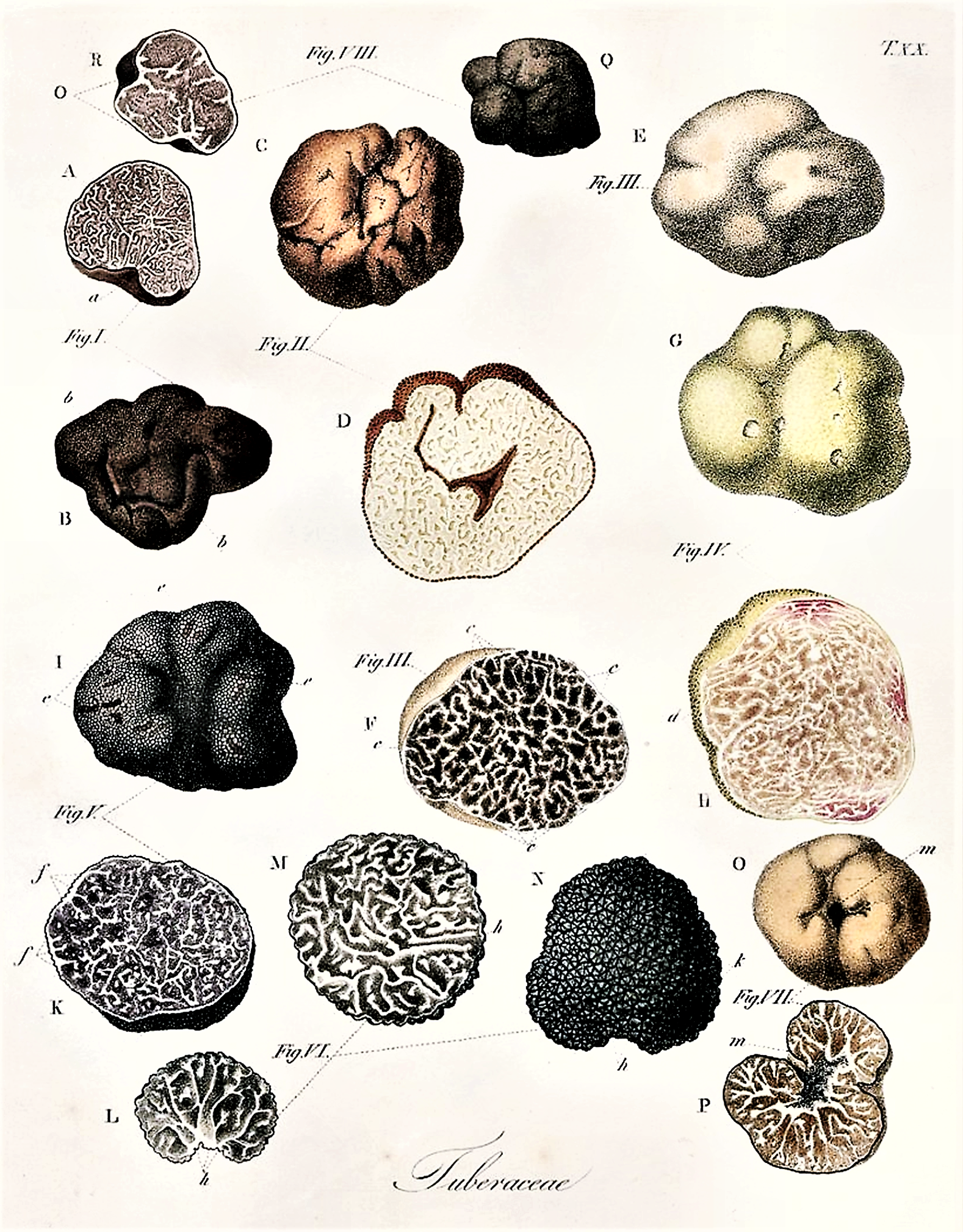
Câteva Tuberaceae

- Habitat: cresc preponderent în păduri de foioase rare, pe rădăcinile superficiale ale stejarului, carpenului, fagului, teiului sau alunului, dar și în cele de conifere în preajma pinilor, mereu subteran la o adâncime de la maximal 50 cm până aproape de suprafață. Preferă soluri argiloase, bogate în calcar și humus, bine aerate. Timpul apariției se trage în principiu peste tot anul, dar variază, depinde de gen și specie.
- Corpul fructifer: este mereu învăluit de o peridie (înveliș al corpului de fructificație la unele ciuperci[2] destul de groasă care nu poate fi decojită, la majoritatea genurilor netedă pe suprafață, cu excepția secției trufelor veritabile negre care sunt verucoase, acoperite cu negi iregulari mai mult sau mai puțin proeminenți, poligonali sau piramidali. O excepție face mica și comestibila Choiromyces tetrasporus (Velen., 1939) a cărei suprafață este foarte încolăcită, semănând unui creier.[3] Mărimea diferă tare, dar multe specii au doar o mărime de 0,5-2 cm.
- Carnea (gleba): a cărei culoare tinde de la albicios până la negru, este mereu fermă, dar marmorată numai la speciile mai mari. De asemenea mirosul și gustul variază de la foarte plăcut la dezgustător.
- Sporii: sunt aproape sferici, hialini (translucizi), reticulați, verucoși și/sau țepoși. Ascele sunt destul de groase, în formă de măciucă și conțin 1 până la 7 spori.
- Valorificare: Majoritatea speciilor este necomestibilă. O excepție sunt trufele veritabile mai mari, trufa porcească sau de exemplu Choiromyces tetrasporus. Ciuperci grav otrăvitoare nu sunt cunoscute, la unele se spune că, consumate crud sau în cantități prea mari, ar provoca probleme gastrointestinale.[4][5]

## Genuri ale familiei
Conform Mycobank există (ajustat) șase genuri alăturate acestui gen, trufele conținând cele mai multe specii:
- Choiromyces Vittad. (1831): cu 5 specii se dezvoltă în  America de Nord (Ch. alveolatus, Ch. cookei), Australia (C. aboriginum) și Europa (Ch. meandriformis, Ch. tetrasporus), tip de specie fiind Choiromyces meandriformis.[7]
- Dingleya Trappe (1979): cu 7 genuri se dezvoltă numai în Australia, tip de specie este Dingleya verrucosa.[8]
- Labyrinthomyces Boedijn (1939): cu 7 genuri se dezvoltă numai în Australasia, tip de specie este Labyrinthomyces steenisii.[9]
- Paradoxa Mattir. (1935): cu 3 specii din care două (P. gigantospora, P. monospora)  se dezvoltă în Europa, iar un soi în China (P. sinensis), tip de specie fiind Paradoxa monospora.[10]
- Reddellomyces Trappe, Castellano & Malajczuk (1992): cu 4 specii se dezvoltă în Australia și în jurul Mării Mediterane, tip de specie fiind Reddellomyces westraliensis.[11]
- Tuber (P. Micheli) F.H.Wigg. (1780): este răspândit peste toată lumea, tip de specie fiind Tuber aestivum.[12]

## Tip de genuri în imagini

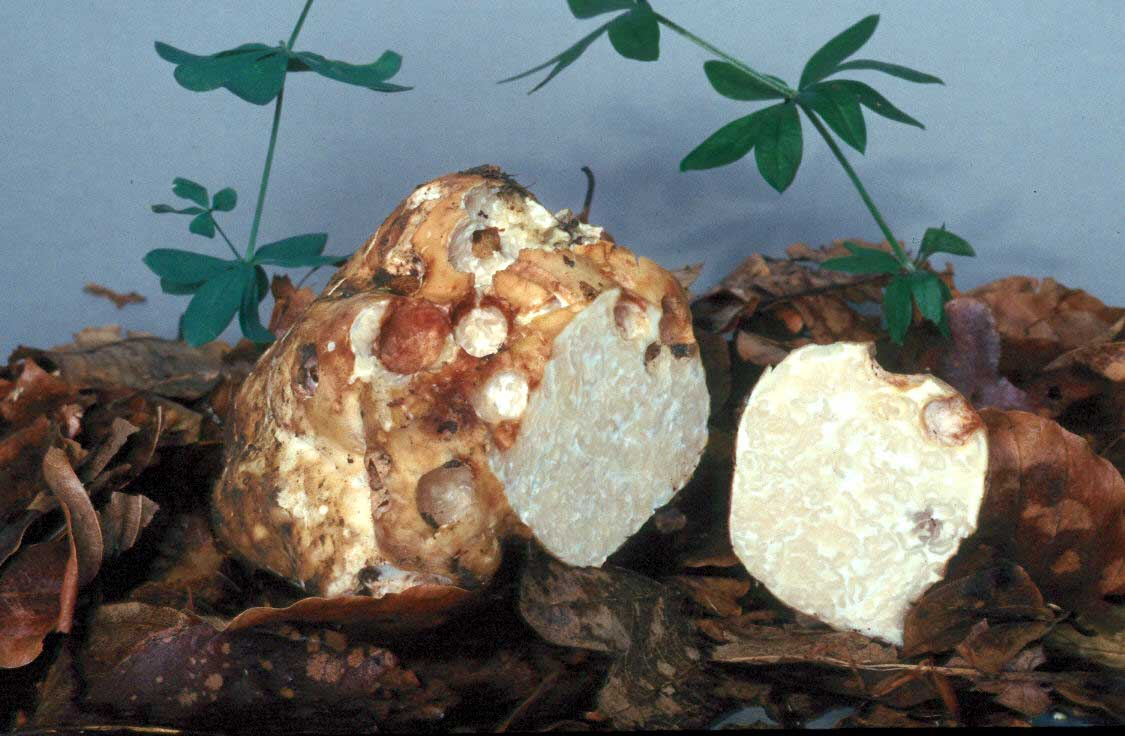
Choiromyces meandriformis
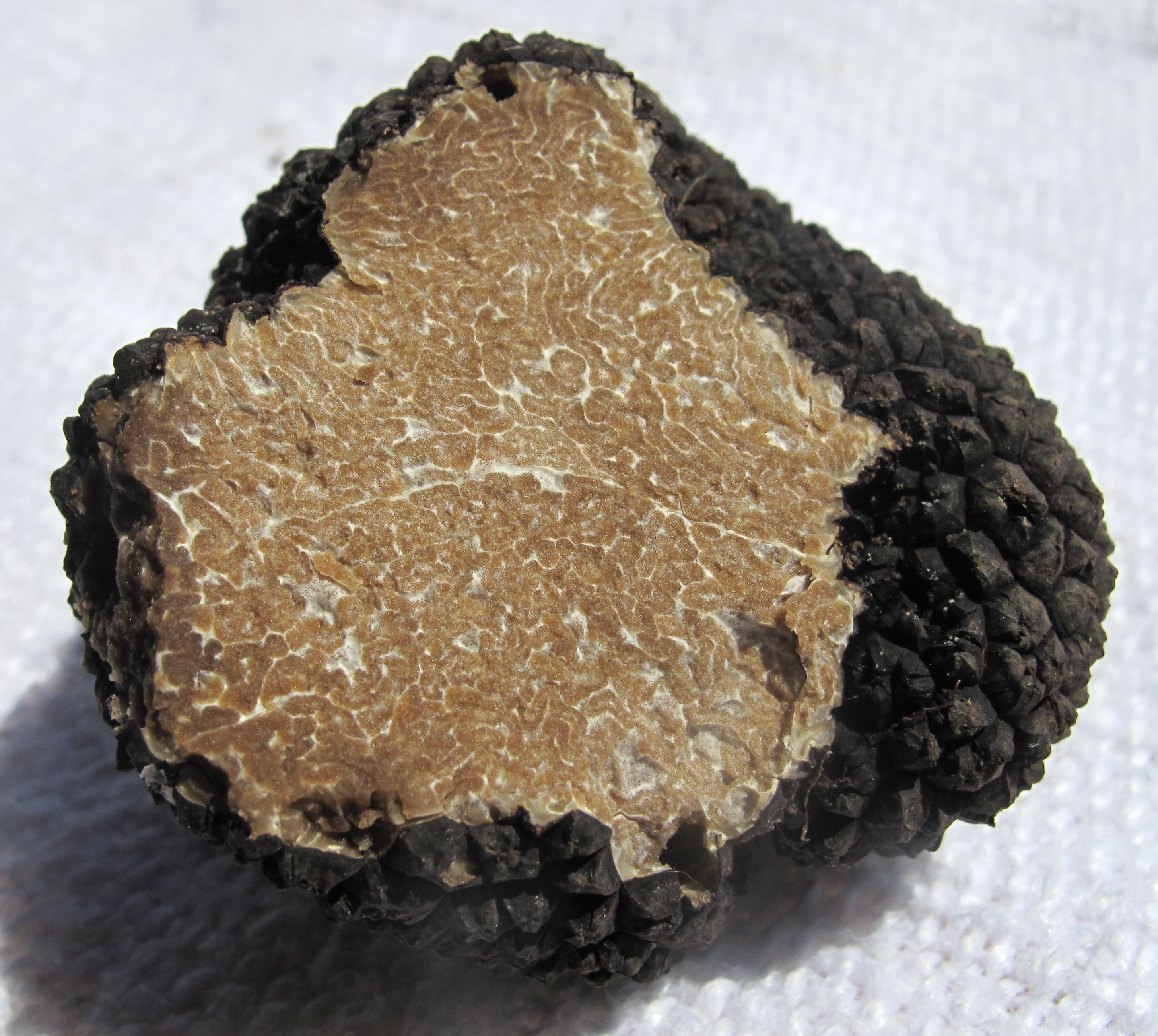
Tuber aestivum

## Delimitare
Următoarele genuri sunt apropiat înrudite, dar nu aparțin familiei Tuberaceae:
- Discinaceae Benedix (1962),[13]  58 de specii în 5 genuri, cu tipul de gen Discina,[14]
- Helvellaceae Fr. (1822),[15] 134 (117) de specii în 5 genuri, cu tipul de gen Helvella,[16]
- Morchellaceae, Rchb. (1834) cu tipul de gen Morchella.
- Pezizaceae Dumort. (1829),[17] cu tipul de gen Peziza Pers. (1800)[18]
- Terfeziaceae E.Fisch. (1897) cu tipul de gen Terfezia (Moris) Trappe (1971)

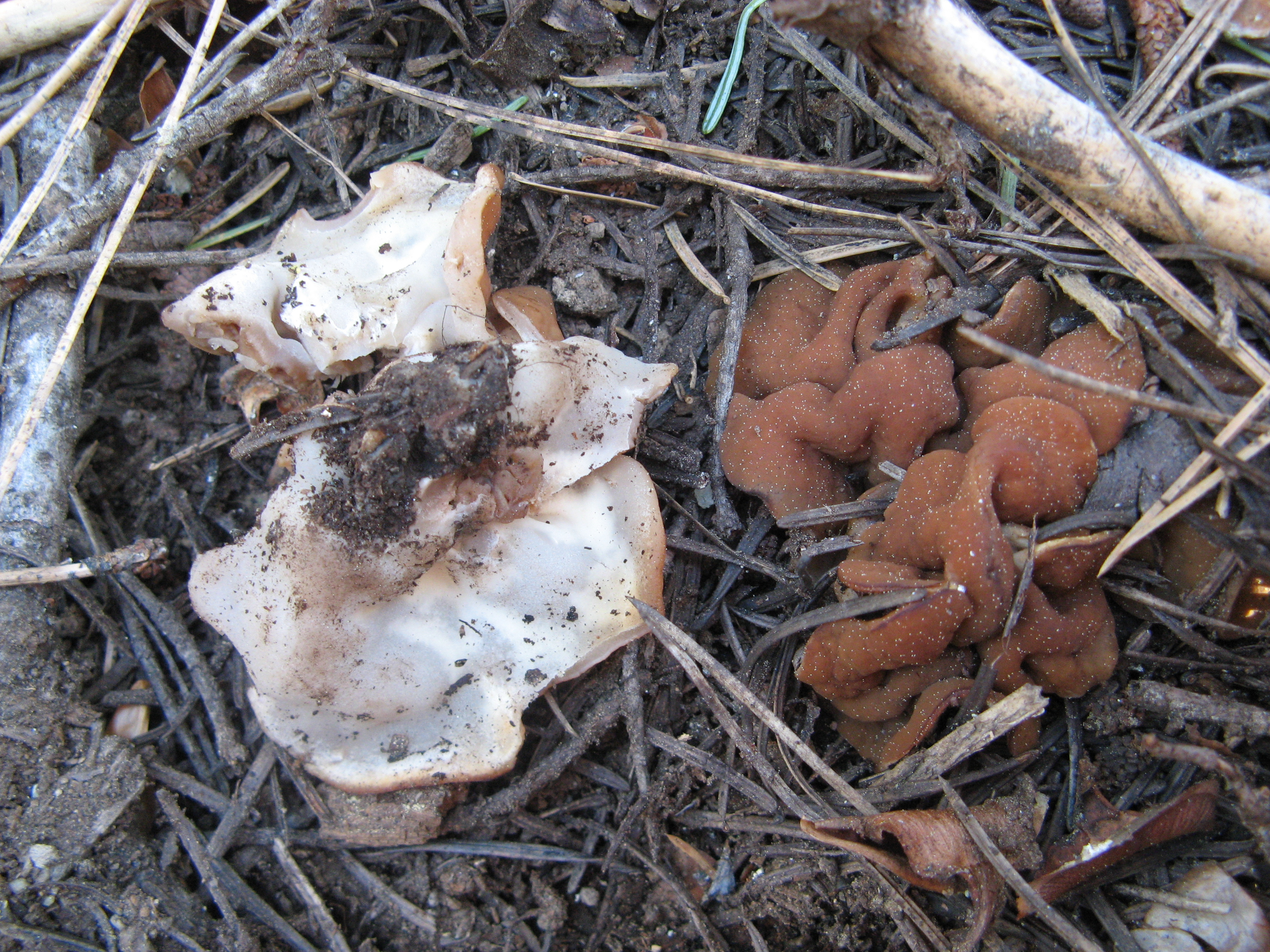
Discina perlata
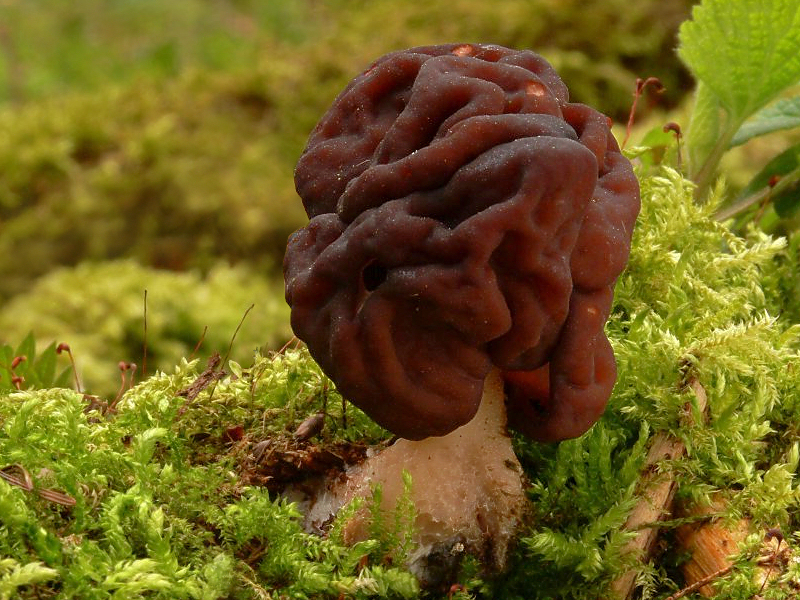
Gyromitra esculenta
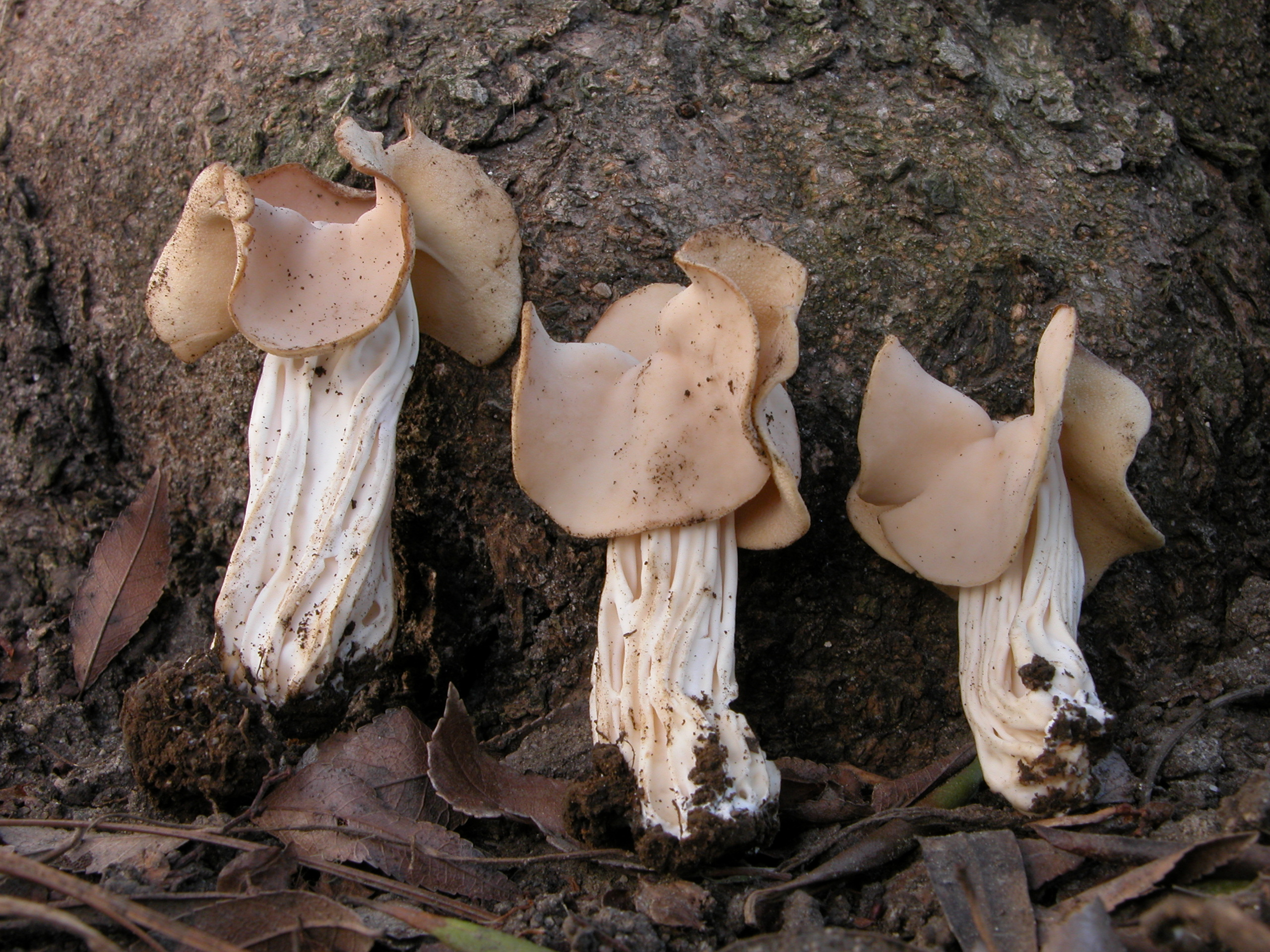
Helvella crispa
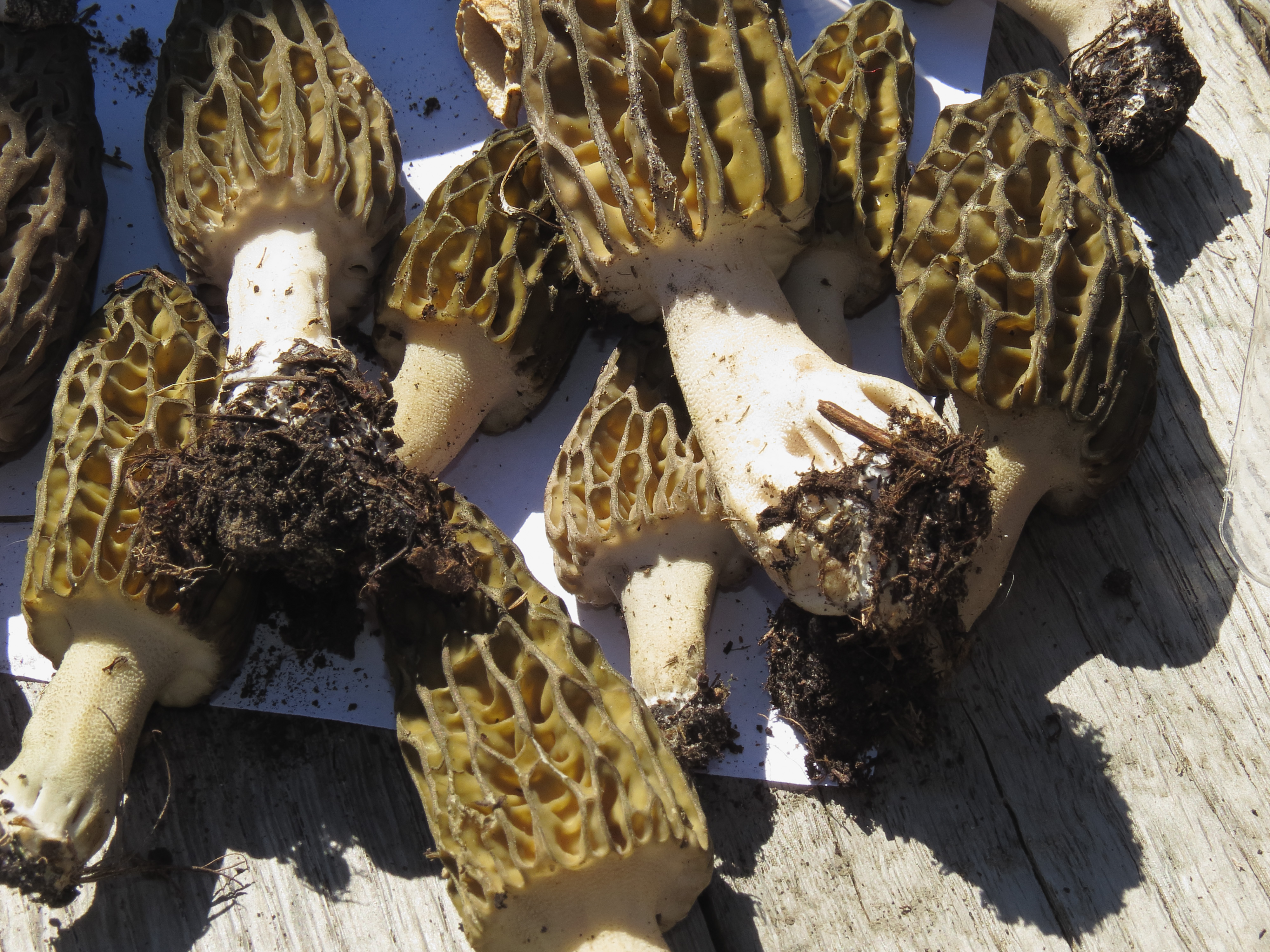
Morchella conica
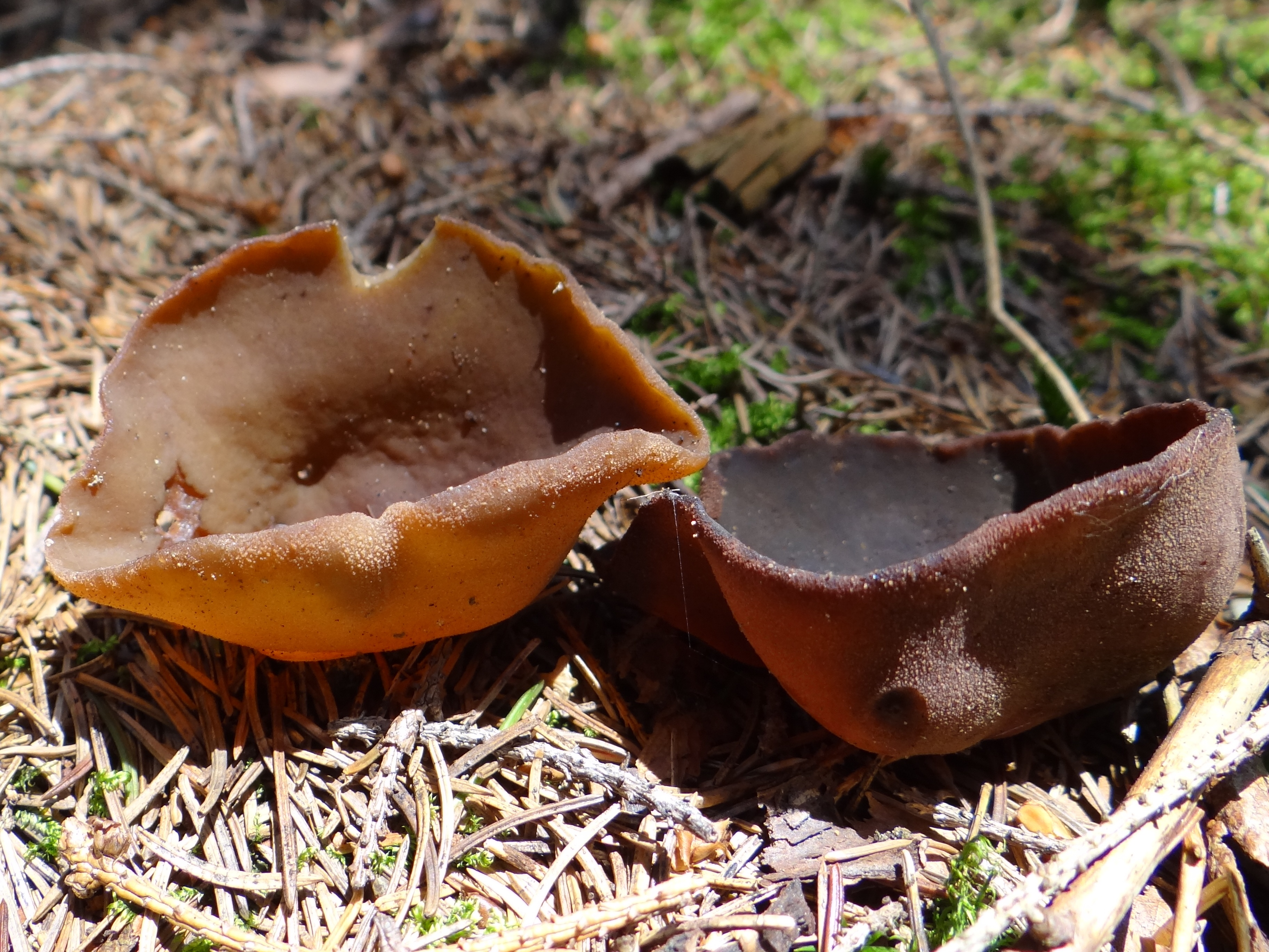
Peziza badia
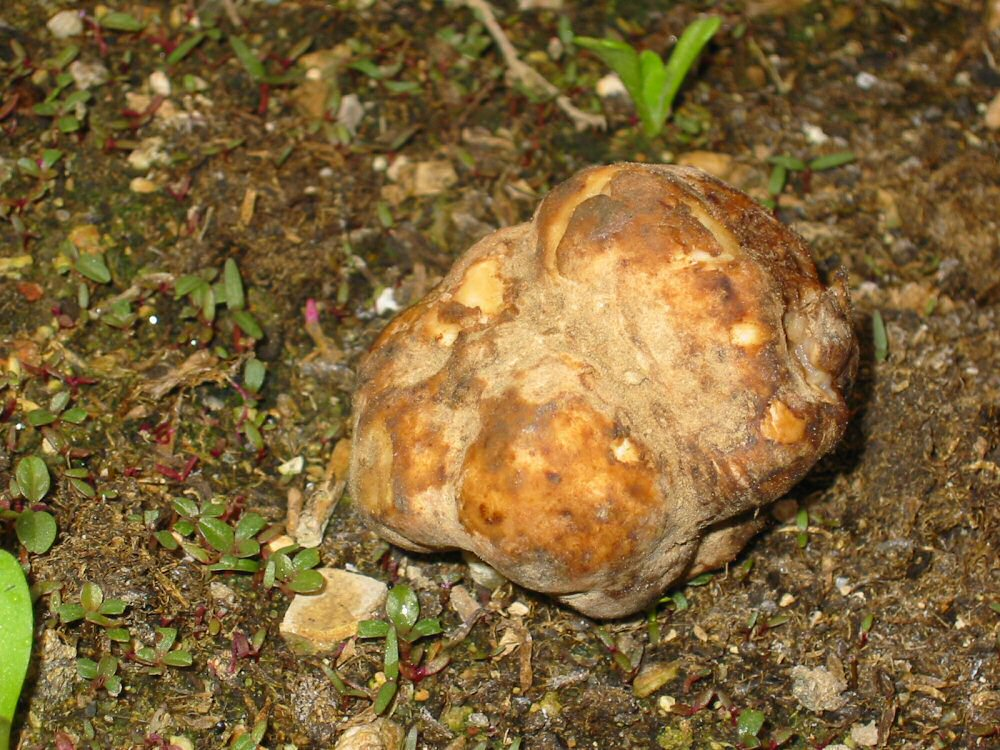
Terfezia arenaria